# لورنس فيراري
لورنس فيراري (بالفرنسية: Laurence Ferrari)‏ هي كاتِبة ومذيعة أخبار وصحفية فرنسية، ولدت في 5 يوليو 1966 في إيكس ليه با في فرنسا.